# Mihálka György (színművész)
Mihálka György (Békéscsaba, 1988. november 16. –) magyar színész.

## Rövid életrajz
A Békéscsabai Evangélikus Gimnázium, Művészeti Szakközépiskola, Kollégium és Alapfokú Művészeti Iskolában érettségizett. Érettségi után felvették az Operettszínház Stúdiójába, a Pesti Broadway Stúdióba. Öt évig tagja volt a Csabai Színistúdiónak. Két évig a Békéscsabai Bartók Béla Zenei Szakközépiskola magánének szakán tanult. Kétszer választották az év férfi énekesének a Scherzo fesztiválon. Ugyanitt második helyezést ért el egyéni indulóként. 2005-ben részt vett Miklós Tibor Kiálts a szeretetért című rockoperájában. 2008. augusztus 23-án debütált a PS Produkció előadásában, a Roman Polański filmje alapján készült Vámpírok bálja című produkcióban, Alfred szerepében.
Szakított a musical műfajjal, napjainkban már Hanczár György néven operaelőadásokban látható Magyarországon és külföldön.[forrás?]

## Színházi szerepei
A Színházi adattárban regisztrált bemutatóinak száma: 5.
| Darab                                             | Szerep                       | Színház                          | Bemutató                                            | Forrás |
| ------------------------------------------------- | ---------------------------- | -------------------------------- | --------------------------------------------------- | ------ |
| Jekyll és Hyde                                    | Mike; Első pap               | Szegedi Szabadtéri Játékok       | 2012. július 6.                                     | [ 2 ]  |
| Sakk                                              | Viigand                      | Margitszigeti Szabadtéri Színpad | 2010. augusztus 7.                                  | [ 3 ]  |
| Erdei kalamajka                                   | Pirmócs                      | Budapesti Operettszínház         | 2009. december 2.                                   |        |
| Tavaszébredés (Spring Awakening) – stúdióváltozat | Moritz                       | Budapesti Operettszínház         | 2009. november 21.                                  |        |
| Tavaszébredés (Spring Awakening)                  |                              | Budapesti Operettszínház         | 2009. február 7.                                    | [ 4 ]  |
| PopShow                                           | Gyuri                        | Nyugati Teátrum                  | 2008. november 18.                                  | [ 5 ]  |
| Vámpírok bálja                                    | ensemble Alfred Nightmare I. | Pesti Magyar Színház             | 2008. június 8. 2008. augusztus 23. 2010. január 9. |        |
| Kiálts a szeretetért!                             |                              | Rock és musical Színház          | 2005. november 25.                                  | [ 6 ]  |